# Chiesa di San Vito martire (Cammarata)
La chiesa di San Vito martire è un edificio religioso italiano ubicato a Cammarata ed è una delle più importanti chiese del territorio.

## Descrizione
All'edificio si accede da una scalinata in pietra. L'interno è a tre navate a impianto basilicale, in stile rinascimentale.
L'abside centrale ospita la cinquecentesca statua di San Vito sormontata dall'"occhio di Dio" tra nuvole e figure simboliche.
Nelle absidi laterali si trovano, a sinistra, la custodia del Ss. Sacramento in una cappella adornata da stucchi e pitture di Carmelo De Simone (inizi 1900), a destra, la statua della Madonna del Riparo.
Altra scultura lignea del Cinquecento è il Crocifisso degli Angeli con il suo  fercolo processionale.